# Ново-Вахитовская улица (Казань)
Ново-Вахитовская улица (тат. Яңа Вахитов урамы, Yaꞑa Waxitov uramı) — улица в Приволжском районе Казани.

## География
Пересекается со следующими  улицами:
- улица Ирек
- улица Братьев Петряевых
- улица Шарифа Камала
- улица Тимер Юл[вд]

## История
До революции 1917 года носила название 1-я Малая Николаевская улица и относилась к 5-й полицейской части. В 1914 году постановлением Казанской городской думы была переименована в Тверскую улицу, но фактически это название не использовалось.
23 сентября 1924 года получила название 1-я Мало-Вахитовская улица.
Решением Казгорсовета 2 ноября 1927 года улице было присвоено современное название.
На 1939 год на улице имелось около 25 домовладений: №№ 1–19/22 по нечётной стороне и №№ 2/3–30/2 по чётной. Большинство домов были частновладельческими; в конце улицы находились керосинные баки завода имени Вахитова.
В первые годы советской власти административно относилась к 5-й части города; после введения в городе административных районов относилась к Сталинскому (с 1956 года Приволжскому) району.